# ネクスト ロボ
『ネクスト ロボ』（原題：Next Gen、中国語：未来机器城）は、2018年に公開された、中華人民共和国・アメリカ合衆国・カナダの共同制作によるSFアクションアニメ映画。監督はケヴィン・R・アダムズとジョー・クサンダーで、本作が二人の長編監督デビュー作となる。王尼瑪によるウェブ漫画『7723』を原作としており
、孤独な少女とロボットの友情を軸に、二人が力を合わせて世界を揺るがす脅威に立ち向かっていく姿を描いている。主演声優は、シャーリーン・イー、ジョン・クラシンスキー、ジェイソン・サダイキス、デヴィッド・クロス、コンスタンス・ウー、マイケル・ペーニャ。
2018年9月7日に中国を除く全世界の地域においてNetflixで配信されており、中国では翌2019年7月19日に劇場公開されている。
日本でのキャッチコピーは、『君を守るために、君をわすれる。』。

## あらすじ
ロボットと人間が共に暮らす未来都市グレインランドに住む主人公メイは、両親の離婚により母親と二人暮らしの生活を送っていた。生活のすべてをロボットに任せっきりの母親や周りとうまくなじめず、愛犬のモモだけが友達だった彼女は、必然的にロボットを嫌うようになっていた。ある日、新型ロボットの発表イベントに母親と一緒に来ていた彼女は、ひょんなことから7723という戦闘用ロボットと出会い、日々を過ごしていくうちに、いつしか友情が芽生えていく。しかし7723には、限られた容量分しか覚えておくことができないという欠陥があった。大好きなメイとの思い出を失いたくない7723は、自分の記憶をいくつか削除することを決める。やがて、7723を開発したロボット企業が人類滅亡を企んでいることを知ったメイは、7723と共に世界を救うべく立ち上がる。

## 登場キャラクター
メイ
本作の主人公。母親との関係がうまくいかず、学校でもいじめられているため、常にひとりぼっちだったが、7723と出会ったことで彼との友情を育んでいく。
7723
メイが出会った心優しい戦闘用ロボット。
ジャスティン・ピン
グレインランドのロボット企業IQロボティクス社の創立者兼CEO。正体はロボット。ロボットの力で人類を滅亡させ、世界を支配しようと企んでいる。
タナー・ライス博士
IQロボティクス社の共同創立者で7723の開発者。
モリー
メイの母親。
モモ
メイの愛犬であるブルドッグで、彼女が唯一心を許せる存在。人間の言葉をしゃべれるが、口が悪い。
グリーンウッド
メイの通う学校の生徒の一人。表向きの顔は優等生だが、裏では仲間と共にメイをいじめている。
アレス
ピンのボディーガードである大型ロボットだが、実はピンと繋がっており、彼の操作も全てピンが行なっている。
Qボット
グレインランドで普及しているロボット。普段は優しく、生活の手助けもしてくれる便利なロボットだが、これらのロボットは爆弾であり、起爆システムが作動するとすぐに爆発する。

## キャスト
| 役名               | 俳優                   | 日本語吹替   |
| ------------------ | ---------------------- | ------------ |
| メイ               | シャーリーン・イー     | 山根舞       |
| 7723               | ジョン・クラシンスキー | 鈴木達央     |
| ジャスティン・ピン | ジェイソン・サダイキス | 藤原啓治     |
| タナー・ライス博士 | デヴィッド・クロス     | 森久保祥太郎 |
| モリー             | コンスタンス・ウー     |              |
| モモ               | マイケル・ペーニャ     | 劇団ひとり   |
| グリーンウッド     | キアナ・レデ           |              |
| アレス             | ジェイソン・サダイキス |              |
| Qボット            | デヴィッド・クロス     |              |

- その他の日本語吹き替え：堀越知恵／藤田奈央／種市桃子／間宮康弘／小若和郁那／野坂尚也／篠原孝太朗／石狩勇気／柳田淳一／藤野泰子／金田愛

日本語版スタッフ：演出：工藤美樹、翻訳：伊勢田京子、録音：大谷征央、調整：Mark Ettel、制作：JVCケンウッド・ビデオテック／Voice & Script International

## 製作

### 企画
本作は中国のマルチメディアコンテンツ企業である暴走漫画との共同で製作された。監督を務めたアダムズとクサンダーは、当初は脚本家として参加していたが、暴走漫画側の製作総指揮であるオリヴィア・ハオから提案されたことにより監督に就任することとなった。脚本は2015年12月より執筆が進められ、彼らは原作の漫画『7723』で描かれている「ロボットが自分の記憶を取捨選択する」という内容をベースに、忘れたい過去を持つティーンエイジャーの少女を主人公に据えたストーリーを考案し、暴走漫画のライターチームと協力しながらストーリー開発を進めていった。

### キャラクターの設定およびキャスティング
本作の登場人物は、暴走漫画側の意向によりアジア系のキャラクターで占められている。これについてアダムズとクサンダーは製作総指揮のハオが白人系のキャラクターが活躍するのを望まなかったこと、製作当初の段階で白人系のキャラクターが多かったことによるホワイトウォッシング問題を避けるため、意向を呑んだことを明かしている。
キャスティングについて、クサンダーはアメリカのアニメ情報サイトAnimation World Networkでのインタビューで、主演を務めたジェイソン・サダイキスやコンスタンス・ウーらコメディーで活躍する俳優たちとの仕事を「楽しみにしていた」と語っており、特に主人公メイの母親モリーの役を演じたウーについては「フレンドリーで、面白く、頭の切れるコメディアン」と称えている。

### プロダクションデザイン
アダムズとクサンダーは本作を単なるアニメ作品としてではなく、実写のような雰囲気を持った作品にすることを念頭に、1970年代から1980年代にかけて製作された映画などを参考に画作りを進めていった。プロダクションデザイナーのクレイグ・セラーズとアートディレクターのリチャード・チェンは、これらの時代に公開された『フレンチ・コネクション』や『パララックス・ビュー』、ジェームズ・キャメロン監督の映画を参考にコンセプトデザインを手掛けた。また、アダムズとクサンダーによれば、本作の舞台であるグレインランドの外観は『ブレードランナー』でのロサンゼルスと中国の広州や上海が組み合わさって生まれた「レトロフューチャーな未来都市」としており、ブルータリズム建築や『E.T.』の要素を取り入れたという。劇中登場するロボットについては、アタリやコモドールのコンピューター製品をデザインのモチーフとしている他、二人は『AKIRA』『超時空要塞マクロス』『カウボーイビバップ』『機動戦士ガンダム』といった日本のアニメからも影響を受けていると語っている。

### アニメーション
本作のアニメーションは、カナダのスタジオであるタンジェント・アニメーションが手掛けており、全体の90～95％がフリーソフトのBlenderによって制作された。これ以外にも、Houdini、FumeFX、Photoshop、After Effectsといったツールソフトが用いられている。また、劇中のエフェクトに関してはアダムズとクサンダーの意向で日本のセルアニメ的な表現が用いられており、特に爆発やミサイルのトレイル(軌跡)といったエフェクトに関しては、『マクロス』の爆発シーンを参考に、フォトリアリスティックなルックとセルアニメ的な動きのバランスがとれるよう注意が払われたという。

## 公開・プロモーション

### 中国での公開の経緯
本作は元々、中国で『未来机器城』(「未来のロボット都市」の意)の題名で、2018年8月17日に劇場公開されることが予定され、配給は国内の映画会社アリババ・ピクチャーズが行うとされていた。しかし2018年5月、カンヌ国際映画祭においてNetflixが中国を除く本作の世界的な独占配信権を3000万ドルで獲得したことを受け、中国では7月31日に公式SNSを通じ、海外配給のタイミングに合わせるため本作の公開を見合わせる旨の発表がなされた。これにより本作は中国で長らく公開が予定されていなかったが、2019年7月に公開日を同月19日とすることが正式に発表され、アリババ・ピクチャーズとワンダ・メディアの配給により上映された。

### 日本でのプロモーション
2018年9月14日に、Netflixによる本作の配信を記念して、商業施設・二子玉川ライズにて期間限定イベント「ネクスト ロボ ファミリーパーク」が開催された。また、同日にはプレミア試写会が開かれ、日本語吹替版の声優を務めたお笑い芸人の劇団ひとりとタレントの小倉優子が登壇した。

## 反響
映画批評集積サイトRotten Tomatoesは、5件のレビューを基に本作の満足度を80%、平均スコアを5.67/10としている。
シカゴ・サンタイムズ紙のリチャード・ローパーは、作品の意図が不明瞭である点を指摘しており、「(ストーリーの)トーンの変化に全部ついていくのが面倒で、終わりに達する頃には爽快感よりも疲労感が残る」と評している。
Deciderのジョエル・ケラーは、「(声優陣の)素晴らしい演技、いくつかの面白い瞬間、そしてたちまち夢中になってしまう(キャラクターの)人間関係が、本作を家族全員で楽しめるものにしている」と評している。
また本作は、第46回アニー賞において、アニメーション・エフェクトおよびキャラクターデザインの部門でノミネートされている。

## スタッフ
※インターネット・ムービー・データベースの情報より。
- 監督・脚本 - ケヴィン・R・アダムズ、ジョー・クサンダー
- 製作 - ジェフ・ベル、パトリシア・ヒックス、シャーリーン・ローガン・ケリー、ルー・ヤンビン、ジョン・モーチ、ケン・ゾーニアック
- 製作総指揮 - オリヴィア・ハオ、ホン・オウナン、フェイス・フー、フィリス・レイング
- 原作 - 王尼瑪『7723』
- プロダクションデザイン - クレイグ・セラーズ
- アートディレクション - リチャード・チェン
- キャラクターデザイン - トオル・パトリック・アワ、チャーリー・ボニファシオ、マルセリーヌ・ガノン＝タンゲイ
- キャスティング - アリソン・ボッシュ
- 音楽 - サミュエル・ジョーンズ、アレクシス・マーシュ
- サウンドデザイン - ロブ・ノークス、マット・テンプル
- 撮影 - ポール・ストドルニー、ポール・コフート
- 編集 - マット・アーレンス
- アニメーション制作 - タンジェント・アニメーション
- 製作会社 - 暴走漫画、アリババ・ピクチャーズ
- 配給 - Netflix

## 主題歌
2018年9月4日、本作の日本語吹替版のエンディングソング「NEXT」をDream Amiが歌うことが発表され、それと同時にミュージックビデオが公開された。Netflixでの配信にあわせて、同曲も配信を開始。同曲は2018年10月24日にリリースされたシングル『Wonderland』にカップリング曲として収録されている。
日本語吹替版エンディングソング「NEXT」
歌：Dream Ami 作詞：Giz'Mo(Jam9)　作曲：Henrik Nordenback、Christian Fast、Lisa Desmond